# Формула-1 — Гран-прі Австралії
Гран-прі Австралії — один з етапів чемпіонату Світу з автоперегонів у класі Формула-1. З 1996 року по теперішній час проводиться на трасі Альберт-Парк в Мельбурні, Австралія, у 1985-1995 проходив на трасі в Аделаїді. Історія Гран-прі Австралії починається з 1928 року, проте тільки з сезону 1985 року Гран-прі офіційно включено в чемпіонат світу Формули-1.

## Історія

### до Формули-1
У період 1928—1984 років було проведено 49 Гран-прі Австралії, які не включені в чемпіонат світу. Проте, це були як правило Гран-прі «в стилі Формули-1» (на машинах з відкритими колесами, open wheels), в яких часто брали участь сильні пілоти з усього світу, змагаючись з місцевими учасниками з Австралії та Нової Зеландії. У числі переможців тих років значаться такі знамениті пілоти, як Ален Прост, Джим Кларк, Джекі Стюарт, Джек Бребем, Брюс Макларен, Грем Гілл, Алан Джонс.

### Формула-1

#### Аделаїда (1985–1995)
Вперше Гран-прі Австралії в рамках чемпіонату світу в класі Формула-1 пройшло у 1985 році на трасі Аделаїда. На цій трасі, прокладеній по вулицях міста, не настільки вузькій як Монте-Карло, але дуже вимогливої до водіїв і коробок передач, з 1985 по 1995 рік завершувався чемпіонат світу. Найвідомішим став етап 1994 року, коли відбулося зіткнення між двома претендентами на титул чемпіона світу Деймоном Гіллом та Михаелем Шумахером. Шумахер вперше став чемпіоном світу, а суперечки про ту подію тривають досі.

#### Мельбурн (1996–2019, 2022–тепер)

Albert Park Circuit (1996–2020)

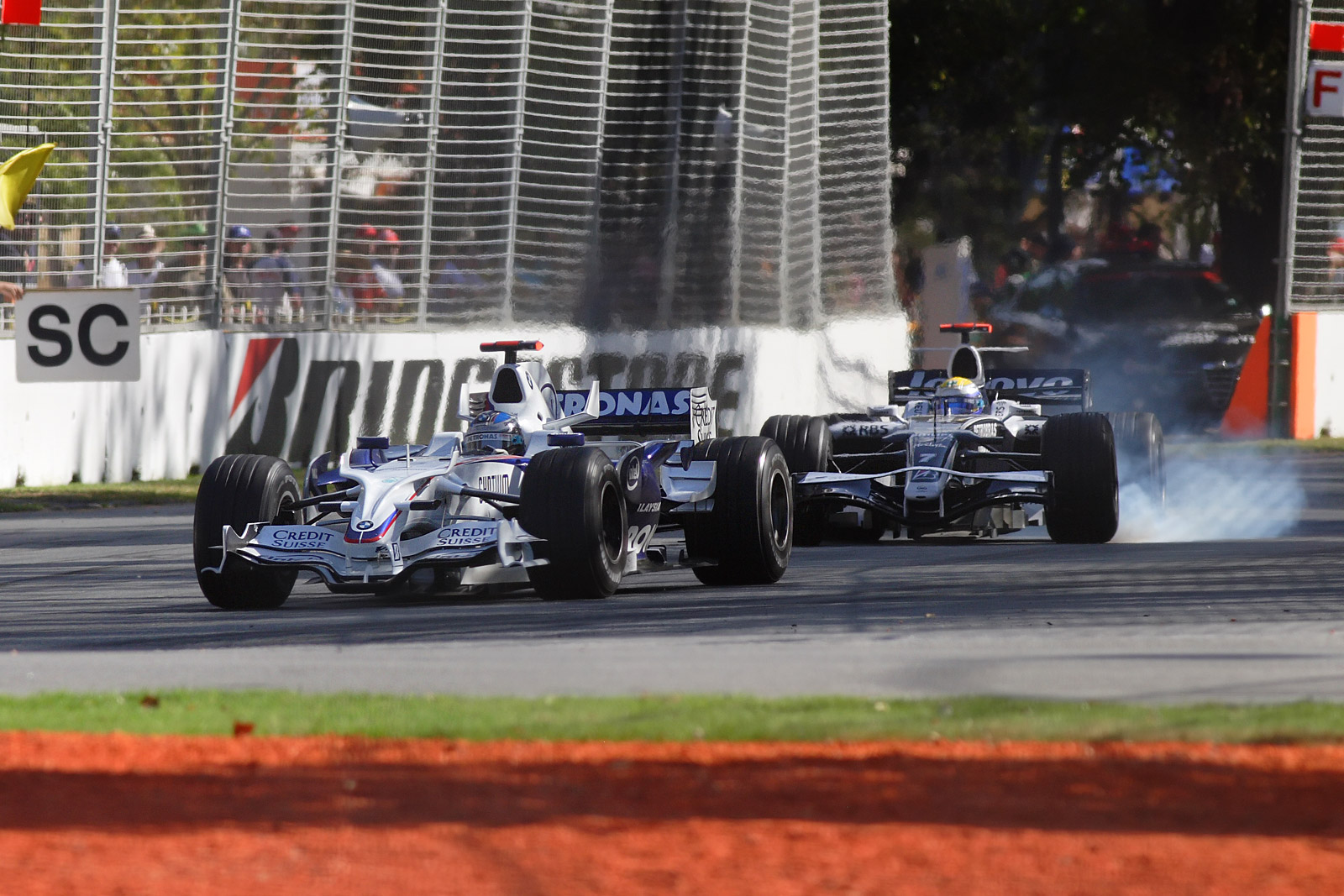
Нік Гайдфельд та Ніко Росберг на 6 повороті траси Альберт Парк, Мельбурн.

У 1996 році Гран-прі Австралії був перенесений на трасу в Альберт Парку. З цього моменту, гонка в Австралії відкриває чемпіонат світу (за винятком сезону 2006 року, коли австралійський етап був третім у календарі у зв'язку з проведенням у строки початку чемпіонату в Мельбурні Ігор Співдружності). У результаті, багато відомих пілоти почали свою кар'єру у Формулі-1 саме тут — Жак Вільнев (1996), Фернандо Алонсо, Хуан Пабло Монтойя, Кімі Ряйкконен (2001), Марк Веббер (2002).

## Відвідуваність
Після перенесення етапу Формули-1 з Аделаїди в Альберт-Парк різко знизилася глядацька відвідуваність — у 1996 році гонку відвідало лише 4/5 від числа глядачів, які приїздили роком раніше в Аделаїду. З тих пір відвідуваність Гран-прі Австралії практично неухильно падала, і в 2009 році число глядачів склало трохи більше половини від обсягу 1995 року (285 000 проти 510 000), після чого стало часто підніматися питання про причини падіння локальної популярності Гран-прі. У числі таких причин, поряд з глобальною фінансовою кризою, називаються також особливості конструкції траси в Альберт-Парку. Неодноразово обговорювалася комерційна доцільність переміщення Гран-прі Австралії у 1996 році в Мельбурн. Проте у 2010 році відвідуваність зросла на 20 000 чоловік, тобто вище рівня 2006 року, найімовірніше, внаслідок успіхів австралійського пілота Марка Веббера в чемпіонаті світу.

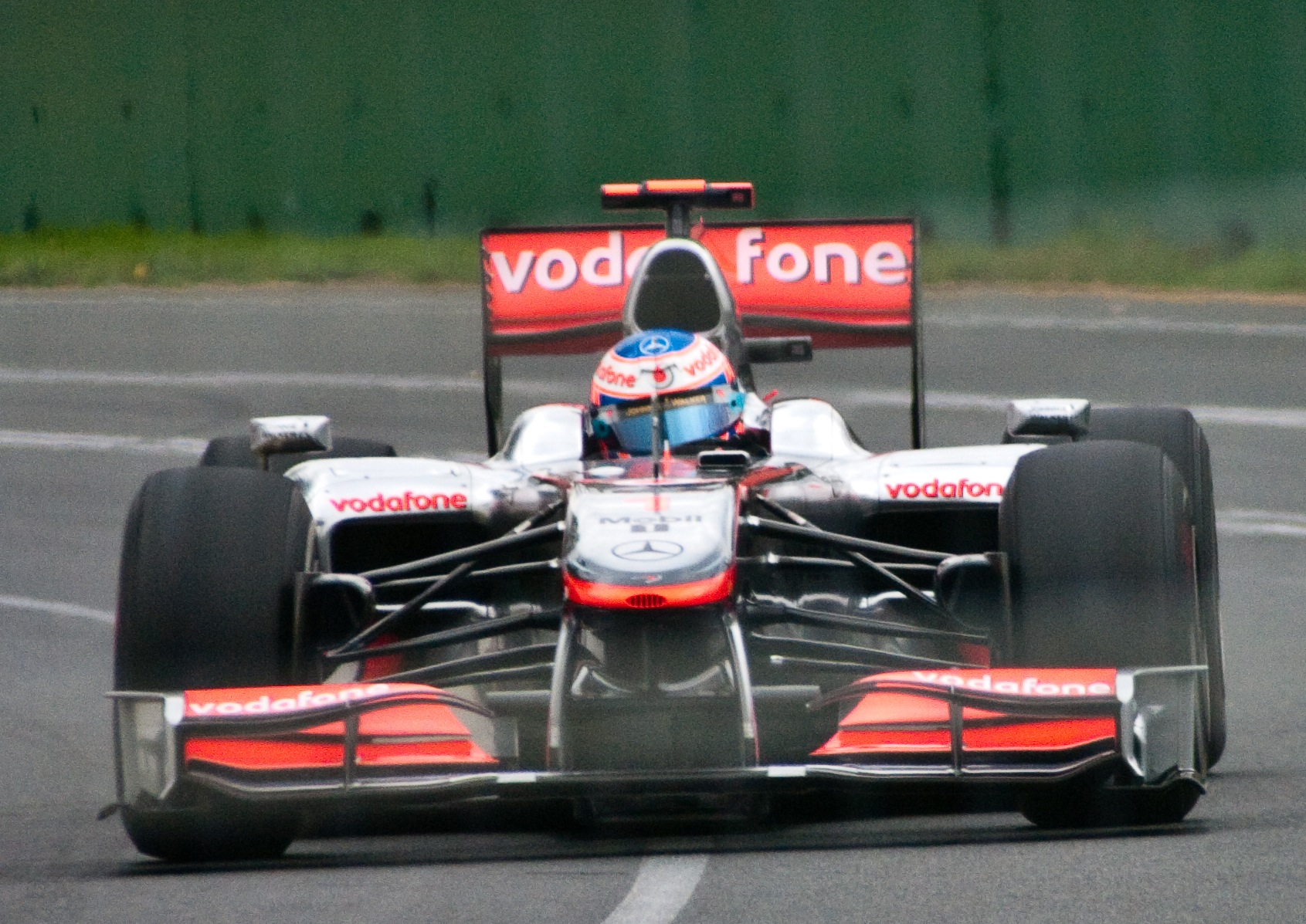
Дженсон Баттон — переможець Гран прі Австралії 2010 року.

Відвідуваність Гран-прі Австралії в Мельбурні:
- 2025 – 465,498 (131,547 в день перегонів)[2]
- 2024 – 452,055 (132,106 в день перегонів)[3]
- 2023 – 444,631 (131,124 в день перегонів)[4]
- 2022 – 419,114 (128,294 в день перегонів)[5]
- 2019 – 324,000 (100,000 в день перегонів)[6]
- 2018 – 295,000[7]
- 2017 – 296,600[8]
- 2016—272,300 (90,200 в день перегонів)
- 2015—296,600 (101,000 в день перегонів)
- 2014—314,900[9]
- 2013—323,000[10]
- 2012—313,700[11]
- 2011—298,000[12]
- 2010—305 000[13]
- 2009—286 900[14]
- 2008—303 000
- 2007—301 000[15]
- 2006—301 500[16]
- 2005—359 000[17]
- 2004—360,885[18]
- 1997—289,000[19]
- 1996—401 000

Відвідуваність Гран-прі Австралії в Аделаїді:
- 1995 — 510 000

## Спонсори
- 1981—1983: National Panasonic Australian Grand Prix
- 1984: Dunlop Tyres Australian Grand Prix
- 1985: Mitsubishi Australia Australian Grand Prix
- 1986—1993, 2002—2006: Foster's Australian Grand Prix
- 1994: Sensational Adelaide Australian Grand Prix
- 1995: EDS Australian Grand Prix
- 1996: Transurban Australian Grand Prix
- 1997—2001, 2010—2012: Qantas Australian Grand Prix
- 2007—2009: ING Australian Grand Prix
- 2013–2024: Rolex Australian Grand Prix
- 2025–по теперішній час: Louis Vuitton Australian Grand Prix

## Переможці

### Багаторазові переможці (пілоти)
Жирним шрифтом виділені пілоти, які беруть участь в поточному сезоні чемпіонату Формули-1.

Перемоги які не входили в залік чемпіонату виділені рожевим тлом.
| Перемоги | Пілоти            | Роки перемог           | Роки перемог           |
| -------- | ----------------- | ---------------------- | ---------------------- |
| 4        | Лекс Девісон      | 1954, 1957, 1958, 1961 | 1954, 1957, 1958, 1961 |
| 4        | Міхаель Шумахер   | 2000, 2001, 2002, 2004 | 2000, 2001, 2002, 2004 |
| 3        | Білл Томпсон      | 1930, 1932, 1933       | 1930, 1932, 1933       |
| 3        | Дуг Вайтфорд      | 1950, 1952, 1953       | 1950, 1952, 1953       |
| 3        | Джек Бребем       | 1955, 1963, 1964       | 1955, 1963, 1964       |
| 3        | Грем Макрей       | 1972, 1973, 1978       | 1972, 1973, 1978       |
| 3        | Роберто Морено    | 1981, 1983, 1984       | 1981, 1983, 1984       |
| 3        | Ален Прост        | 1982,                  | 1986, 1988             |
| 3        | Дженсон Баттон    | 2009, 2010, 2012       | 2009, 2010, 2012       |
| 3        | Себастьян Феттель | 2011, 2017, 2018       | 2011, 2017, 2018       |
| 2        | Лес Мерфі         | 1935, 1937             | 1935, 1937             |
| 2        | Брюс Макларен     | 1962, 1965             | 1962, 1965             |
| 2        | Френк Матіч       | 1970, 1971             | 1970, 1971             |
| 2        | Макс Стюарт       | 1974, 1975             | 1974, 1975             |
| 2        | Герхард Бергер    | 1987, 1992             | 1987, 1992             |
| 2        | Айртон Сенна      | 1991, 1993             | 1991, 1993             |
| 2        | Деймон Гілл       | 1995, 1996             | 1995, 1996             |
| 2        | Девід Култхард    | 1997, 2003             | 1997, 2003             |
| 2        | Кімі Ряйкконен    | 2007, 2013             | 2007, 2013             |
| 2        | Льюїс Гамільтон   | 2008, 2015             | 2008, 2015             |
| 2        | Ніко Росберг      | 2014, 2016             | 2014, 2016             |

### Багаторазові переможці (конструктори)
Жирним шрифтом виділено команди, які беруть участь у поточному чемпіонаті Формули-1

Рожевим позначені перегони, які не були частиною чемпіонату Світу з Формули-1.
| Перемоги | Конструктор | Роки перемог                                                                       |
| -------- | ----------- | ---------------------------------------------------------------------------------- |
| 14       | Ferrari     | 1957, 1958, 1969, 1987, 1999, 2000, 2001, 2002, 2004, 2007, 2017, 2018, 2022, 2024 |
| 13       | McLaren     | 1970, 1986, 1988, 1991, 1992, 1993, 1997, 1998, 2003, 2008, 2010, 2012, 2025       |
| 6        | Williams    | 1980, 1985, 1989, 1994, 1995, 1996                                                 |
| 5        | Cooper      | 1955, 1960, 1961, 1962, 1965                                                       |
| 4        | Bugatti     | 1929, 1930, 1931, 1932                                                             |
| 4        | MG          | 1935, 1937, 1939, 1947                                                             |
| 4        | Lola        | 1974, 1975, 1977, 1979                                                             |
| 4        | Ralt        | 1981, 1982, 1983, 1984                                                             |
| 4        | Mercedes    | 2014, 2015, 2016, 2019                                                             |
| 2        | Talbot-Lago | 1952, 1953                                                                         |
| 2        | Maserati    | 1956, 1959                                                                         |
| 2        | Brabham     | 1963, 1964                                                                         |
| 2        | BRM         | 1966, 1967                                                                         |
| 2        | Matich      | 1971, 1976                                                                         |
| 2        | McRae       | 1973, 1978                                                                         |
| 2        | Renault     | 2005, 2006                                                                         |
| 2        | Red Bull    | 2011, 2023                                                                         |

### За роками
Рожевим кольором позначені перегони, які не були частиною чемпіонату Світу з Формули-1.
| Сезон    | Пілот                                 | Конструктор                           | Траса                                 | Звіт                                  |
| -------- | ------------------------------------- | ------------------------------------- | ------------------------------------- | ------------------------------------- |
| 2025     | Ландо Норріс                          | McLaren-Mercedes                      | Альберт-Парк                          | Звіт                                  |
| 2024     | Карлос Сайнс мол.                     | Ferrari                               | Альберт-Парк                          | Звіт                                  |
| 2023     | Макс Ферстаппен                       | Red Bull-Honda RBPT                   | Альберт-Парк                          | Звіт                                  |
| 2022     | Шарль Леклер                          | Ferrari                               | Альберт-Парк                          | Звіт                                  |
| 2021     | Не проводився через COVID-19 pandemic | Не проводився через COVID-19 pandemic | Не проводився через COVID-19 pandemic | Не проводився через COVID-19 pandemic |
| 2020     | Скасовано через COVID-19 pandemic     | Скасовано через COVID-19 pandemic     | Скасовано через COVID-19 pandemic     | Звіт                                  |
| 2019     | Вальттері Боттас                      | Mercedes                              | Альберт-Парк                          | Звіт                                  |
| 2018     | Себастьян Феттель                     | Ferrari                               | Альберт-Парк                          | Звіт                                  |
| 2017     | Себастьян Феттель                     | Ferrari                               | Альберт-Парк                          | Звіт                                  |
| 2016     | Ніко Росберг                          | Mercedes                              | Альберт-Парк                          | Звіт                                  |
| 2015     | Льюїс Гамільтон                       | Mercedes                              | Альберт-Парк                          | Звіт                                  |
| 2014     | Ніко Росберг                          | Mercedes                              | Альберт-Парк                          | Звіт                                  |
| 2013     | Кімі Ряйкконен                        | Lotus-Renault                         | Альберт-Парк                          | Звіт                                  |
| 2012     | Дженсон Баттон                        | McLaren-Mercedes                      | Альберт-Парк                          | Звіт                                  |
| 2011     | Себастьян Феттель                     | Red Bull-Renault                      | Альберт-Парк                          | Звіт                                  |
| 2010     | Дженсон Баттон                        | McLaren-Mercedes                      | Альберт-Парк                          | Звіт                                  |
| 2009     | Дженсон Баттон                        | Brawn-Mercedes                        | Альберт-Парк                          | Звіт                                  |
| 2008     | Льюїс Гамільтон                       | McLaren-Mercedes                      | Альберт-Парк                          | Звіт                                  |
| 2007     | Кімі Ряйкконен                        | Ferrari                               | Альберт-Парк                          | Звіт                                  |
| 2006     | Фернандо Алонсо                       | Renault                               | Альберт-Парк                          | Звіт                                  |
| 2005     | Джанкарло Фізікелла                   | Renault                               | Альберт-Парк                          | Звіт                                  |
| 2004     | Міхаель Шумахер                       | Ferrari                               | Альберт-Парк                          | Звіт                                  |
| 2003     | Девід Култхард                        | McLaren-Mercedes                      | Альберт-Парк                          | Звіт                                  |
| 2002     | Міхаель Шумахер                       | Ferrari                               | Альберт-Парк                          | Звіт                                  |
| 2001     | Міхаель Шумахер                       | Ferrari                               | Альберт-Парк                          | Звіт                                  |
| 2000     | Міхаель Шумахер                       | Ferrari                               | Альберт-Парк                          | Звіт                                  |
| 1999     | Едді Ірвайн                           | Ferrari                               | Альберт-Парк                          | Звіт                                  |
| 1998     | Міка Хаккінен                         | McLaren-Mercedes                      | Альберт-Парк                          | Звіт                                  |
| 1997     | Девід Култхард                        | McLaren-Mercedes                      | Альберт-Парк                          | Звіт                                  |
| 1996     | Деймон Гілл                           | Williams-Renault                      | Альберт-Парк                          | Звіт                                  |
| 1995     | Деймон Гілл                           | Williams-Renault                      | Аделаїда                              | Звіт                                  |
| 1994     | Найджел Менселл                       | Williams-Renault                      | Аделаїда                              | Звіт                                  |
| 1993     | Айртон Сенна                          | McLaren-Ford                          | Аделаїда                              | Звіт                                  |
| 1992     | Герхард Бергер                        | McLaren-Honda                         | Аделаїда                              | Звіт                                  |
| 1991     | Айртон Сенна                          | McLaren-Honda                         | Аделаїда                              | Звіт                                  |
| 1990     | Нельсон Піке                          | Benetton-Ford                         | Аделаїда                              | Звіт                                  |
| 1989     | Тьєрі Бутсен                          | Williams-Renault                      | Аделаїда                              | Звіт                                  |
| 1988     | Ален Прост                            | McLaren-Honda                         | Аделаїда                              | Звіт                                  |
| 1987     | Герхард Бергер                        | Ferrari                               | Аделаїда                              | Звіт                                  |
| 1986     | Ален Прост                            | McLaren-TAG                           | Аделаїда                              | Звіт                                  |
| 1985     | Кеке Росберг                          | Williams-Honda                        | Аделаїда                              | Звіт                                  |
| 1984     | Роберто Морено                        | Ralt-Cosworth                         | Колдер Парк                           | Звіт                                  |
| 1983     | Роберто Морено                        | Ralt-Cosworth                         | Колдер Парк                           | Звіт                                  |
| 1982     | Ален Прост                            | Ralt-Cosworth                         | Колдер Парк                           | Звіт                                  |
| 1981     | Роберто Морено                        | Ralt-Cosworth                         | Колдер Парк                           | Звіт                                  |
| 1980     | Алан Джонс                            | Williams-Cosworth                     | Колдер Парк                           | Звіт                                  |
| 1979     | Джонні Волкер                         | Lola-Chevrolet                        | Воннеру                               | Звіт                                  |
| 1978     | Грем Макрей                           | McRae-Chevrolet                       | Сандаун                               | Звіт                                  |
| 1977     | Ворік Браун                           | Lola-Chevrolet                        | Оран Парк                             | Звіт                                  |
| 1976     | Джон Госс                             | Matich-Holden                         | Сандаун                               | Звіт                                  |
| 1975     | Макс Стюарт                           | Lola-Chevrolet                        | Серферс Парадайз                      | Звіт                                  |
| 1974     | Макс Стюарт                           | Lola-Chevrolet                        | Оран Парк                             | Звіт                                  |
| 1973     | Грем Макрей                           | McRae-Chevrolet                       | Сандаун                               | Звіт                                  |
| 1972     | Грем Макрей                           | Leda-Chevrolet                        | Сандаун                               | Звіт                                  |
| 1971     | Френк Матіч                           | Matich A50-Repco Holden               | Ворік Фарм                            | Звіт                                  |
| 1970     | Френк Матіч                           | McLaren-Holden                        | Ворік Фарм                            | Звіт                                  |
| 1969     | Кріс Еймон                            | Ferrari                               | Лейксайд                              | Звіт                                  |
| 1968     | Джим Кларк                            | Lotus-Cosworth                        | Сандаун                               | Звіт                                  |
| 1967     | Джекі Стюарт                          | BRM                                   | Ворік Фарм                            | Звіт                                  |
| 1966     | Грем Гілл                             | BRM                                   | Лейксайд                              | Звіт                                  |
| 1965     | Брюс Макларен                         | Cooper-Climax                         | Лонгфорд                              | Звіт                                  |
| 1964     | Джек Бребем                           | Brabham-Climax                        | Сандаун                               | Звіт                                  |
| 1963     | Джек Бребем                           | Brabham-Climax                        | Ворік Фарм                            | Звіт                                  |
| 1962     | Брюс Макларен                         | Cooper-Climax                         | Ковершем                              | Звіт                                  |
| 1961     | Лекс Девідсон                         | Cooper-Climax                         | Маллала                               | Звіт                                  |
| 1960     | Алек Майлдрен                         | Cooper-Maserati                       | Ловуд                                 | Звіт                                  |
| 1959     | Стен Джонс                            | Maserati                              | Лонгфорд                              | Звіт                                  |
| 1958     | Лекс Девідсон                         | Ferrari                               | Батхерст                              | Звіт                                  |
| 1957     | Лекс Девідсон Білл Паттерсон          | Ferrari                               | Ковершем                              | Звіт                                  |
| 1956     | Стірлінг Мосс                         | Maserati                              | Альберт-Парк                          | Звіт                                  |
| 1955     | Джек Бребем                           | Cooper-Bristol                        | Порт Вейкфілд                         | Звіт                                  |
| 1954     | Лекс Девідсон                         | HWM-Jaguar                            | Сауспорт                              | Звіт                                  |
| 1953     | Дуг Вайтфорд                          | Talbot-Lago                           | Альберт-Парк                          | Звіт                                  |
| 1952     | Дуг Вайтфорд                          | Talbot-Lago                           | Батхерст                              | Звіт                                  |
| 1951     | Ворік Пратлі                          | George Reed Special-Ford              | Наррогін                              | Звіт                                  |
| 1950     | Дуг Вайтфорд                          | Ford                                  | Нуріутпа                              | Звіт                                  |
| 1949     | Джон Крауч                            | Delahaye                              | Лейберн                               | Звіт                                  |
| 1948     | Френк Пратт *                         | BMW                                   | Пойнт Кук                             | Звіт                                  |
| 1947     | Білл Мюррей *                         | MG                                    | Батхерст                              | Звіт                                  |
| 1940 -46 | Не проводився                         | Не проводився                         | Не проводився                         | Не проводився                         |
| 1939     | Алан Томлінсон *                      | MG                                    | Лобетал                               | Звіт                                  |
| 1938     | Пітер Вайтгед *                       | ERA                                   | Батхерст                              | Звіт                                  |
| 1937 +   | Лес Мерфі *                           | MG                                    | Віктор Гарбор                         | Звіт                                  |
| 1936     | Не проводився                         | Не проводився                         | Не проводився                         | Не проводився                         |
| 1935     | Лес Мерфі *                           | MG                                    | Філліп-Айленд                         | Звіт                                  |
| 1934     | Боб Лі-Райт *                         | Singer                                | Філліп-Айленд                         | Звіт                                  |
| 1933     | Білл Томпсон *                        | Riley                                 | Філліп-Айленд                         | Звіт                                  |
| 1932     | Білл Томпсон *                        | Bugatti                               | Філліп-Айленд                         | Звіт                                  |
| 1931     | Карл Юнкер                            | Bugatti                               | Філліп-Айленд                         | Звіт                                  |
| 1930     | Білл Томпсон                          | Bugatti                               | Філліп-Айленд                         | Звіт                                  |
| 1929     | Артур Тердіч                          | Bugatti                               | Філліп-Айленд                         | Звіт                                  |
| 1928 #   | Артур Вейт                            | Austin                                | Філліп-Айленд                         | Звіт                                  |

- * З 1932 по 1948 рік переможець визначався на основі гандикапу.[20]
- + Гран-прі 1937 року іменувалось як «South Australian Centenary Grand Prix».[21]
- # Гран-прі 1928 року офіційно було відоме як «100 Miles Road Race»[22]